# Æthelweard (fils d'Alfred)
Pour les articles homonymes, voir Æthelweard.
Æthelweard est un prince de la maison de Wessex mort en 920 ou 922. Il est le plus jeune des deux fils du roi Alfred le Grand.

## Biographie
Æthelweard est le fils d'Alfred et de son épouse Ealhswith, et le frère cadet d'Édouard l'Ancien. La principale source concernant sa jeunesse est la biographie d'Alfred le Grand rédigée par le moine gallois Asser vers 893. Asser rapporte que contrairement à son frère, le prince n'est pas éduqué à la cour du Wessex, mais dans une école particulière où il apprend les arts libéraux, le latin et le vieil anglais.
Dans son testament, dressé dans les années 880, Alfred lègue d'importants domaines à son fils cadet dans tout le sud-ouest de l'Angleterre, du Sussex au Devon : Arreton, Dene (East Dean ou West Dean), Meon, Amesbury, Sturminster, Yeovil, Crewkerne, Whitchurch, Axmouth, Branscombe, Cullompton, Tiverton, Mylenburnan (Silverton ?), Exminster, Sutheswyrthe (Lustleigh ?) et Lifton. Æthelweard apparaît également comme témoin sur plusieurs chartes de son frère, qui règne de 899 à 924.
Jean de Worcester indique qu'Æthelweard est mort le 16 octobre 922, mais Guillaume de Malmesbury place son décès en 920, quatre ans avant son frère Édouard. Les deux s'accordent à dire qu'il est inhumé à Winchester. Guillaume précise également que ses deux fils Æthelwine et Ælfwine ont trouvé la mort durant la bataille de Brunanburh, en 937, et qu'ils ont été inhumés à l'abbaye de Malmesbury à la demande de leur cousin le roi Æthelstan, le fils d'Édouard.